# Llista d'asteroides/164401-164500
| Nom      | Designació provisional | Data de descobriment   | Lloc de descobriment | Descobridor/s       |
| -------- | ---------------------- | ---------------------- | -------------------- | ------------------- |
| 164401 - | 2005 GU69              | 4 d'abril de 2005      | Kitt Peak            | Spacewatch          |
| 164402 - | 2005 GT104             | 10 d'abril de 2005     | Kitt Peak            | Spacewatch          |
| 164403 - | 2005 GR170             | 12 d'abril de 2005     | Socorro              | LINEAR              |
| 164404 - | 2005 JJ158             | 6 de maig de 2005      | Catalina             | CSS                 |
| 164405 - | 2005 UK504             | 24 d'octubre de 2005   | Mauna Kea            | D. J. Tholen        |
| 164406 - | 2005 UV504             | 24 d'octubre de 2005   | Mauna Kea            | D. J. Tholen        |
| 164407 - | 2005 YB207             | 27 de desembre de 2005 | Mount Lemmon         | Mount Lemmon Survey |
| 164408 - | 2005 YA215             | 30 de desembre de 2005 | Catalina             | CSS                 |
| 164409 - | 2005 YY237             | 28 de desembre de 2005 | Mount Lemmon         | Mount Lemmon Survey |
| 164410 - | 2005 YT248             | 27 de desembre de 2005 | Kitt Peak            | Spacewatch          |
| 164411 - | 2006 AP35              | 4 de gener de 2006     | Mount Lemmon         | Mount Lemmon Survey |
| 164412 - | 2006 AE71              | 6 de gener de 2006     | Kitt Peak            | Spacewatch          |
| 164413 - | 2006 AW75              | 4 de gener de 2006     | Catalina             | CSS                 |
| 164414 - | 2006 BK6               | 19 de gener de 2006    | Catalina             | CSS                 |
| 164415 - | 2006 BC34              | 21 de gener de 2006    | Kitt Peak            | Spacewatch          |
| 164416 - | 2006 BA51              | 25 de gener de 2006    | Catalina             | CSS                 |
| 164417 - | 2006 BM57              | 23 de gener de 2006    | Kitt Peak            | Spacewatch          |
| 164418 - | 2006 BU90              | 26 de gener de 2006    | Kitt Peak            | Spacewatch          |
| 164419 - | 2006 BW94              | 26 de gener de 2006    | Kitt Peak            | Spacewatch          |
| 164420 - | 2006 BH97              | 26 de gener de 2006    | Kitt Peak            | Spacewatch          |
| 164421 - | 2006 BJ98              | 27 de gener de 2006    | Mount Lemmon         | Mount Lemmon Survey |
| 164422 - | 2006 BH123             | 26 de gener de 2006    | Kitt Peak            | Spacewatch          |
| 164423 - | 2006 BZ136             | 28 de gener de 2006    | Mount Lemmon         | Mount Lemmon Survey |
| 164424 - | 2006 BP138             | 28 de gener de 2006    | Mount Lemmon         | Mount Lemmon Survey |
| 164425 - | 2006 BH140             | 21 de gener de 2006    | Mount Lemmon         | Mount Lemmon Survey |
| 164426 - | 2006 BF183             | 27 de gener de 2006    | Mount Lemmon         | Mount Lemmon Survey |
| 164427 - | 2006 BZ190             | 28 de gener de 2006    | Kitt Peak            | Spacewatch          |
| 164428 - | 2006 BK241             | 31 de gener de 2006    | Kitt Peak            | Spacewatch          |
| 164429 - | 2006 BU261             | 31 de gener de 2006    | Kitt Peak            | Spacewatch          |
| 164430 - | 2006 BW267             | 26 de gener de 2006    | Catalina             | CSS                 |
| 164431 - | 2006 BL274             | 27 de gener de 2006    | Mount Lemmon         | Mount Lemmon Survey |
| 164432 - | 2006 CF23              | 1 de febrer de 2006    | Kitt Peak            | Spacewatch          |
| 164433 - | 2006 CJ40              | 2 de febrer de 2006    | Mount Lemmon         | Mount Lemmon Survey |
| 164434 - | 2006 CS58              | 5 de febrer de 2006    | Mount Lemmon         | Mount Lemmon Survey |
| 164435 - | 2006 CZ60              | 6 de febrer de 2006    | Anderson Mesa        | LONEOS              |
| 164436 - | 2006 CF62              | 13 de febrer de 2006   | Palomar              | NEAT                |
| 164437 - | 2006 CP65              | 1 de febrer de 2006    | Kitt Peak            | Spacewatch          |
| 164438 - | 2006 DS                | 20 de febrer de 2006   | Kitt Peak            | Spacewatch          |
| 164439 - | 2006 DM6               | 20 de febrer de 2006   | Catalina             | CSS                 |
| 164440 - | 2006 DK14              | 22 de febrer de 2006   | Catalina             | CSS                 |
| 164441 - | 2006 DX22              | 20 de febrer de 2006   | Kitt Peak            | Spacewatch          |
| 164442 - | 2006 DR31              | 20 de febrer de 2006   | Mount Lemmon         | Mount Lemmon Survey |
| 164443 - | 2006 DH35              | 20 de febrer de 2006   | Kitt Peak            | Spacewatch          |
| 164444 - | 2006 DZ38              | 21 de febrer de 2006   | Kitt Peak            | Spacewatch          |
| 164445 - | 2006 DC39              | 21 de febrer de 2006   | Mount Lemmon         | Mount Lemmon Survey |
| 164446 - | 2006 DO41              | 23 de febrer de 2006   | Anderson Mesa        | LONEOS              |
| 164447 - | 2006 DD44              | 20 de febrer de 2006   | Catalina             | CSS                 |
| 164448 - | 2006 DX46              | 20 de febrer de 2006   | Kitt Peak            | Spacewatch          |
| 164449 - | 2006 DJ57              | 24 de febrer de 2006   | Catalina             | CSS                 |
| 164450 - | 2006 DZ57              | 24 de febrer de 2006   | Mount Lemmon         | Mount Lemmon Survey |
| 164451 - | 2006 DW60              | 24 de febrer de 2006   | Kitt Peak            | Spacewatch          |
| 164452 - | 2006 DF62              | 22 de febrer de 2006   | Socorro              | LINEAR              |
| 164453 - | 2006 DH65              | 20 de febrer de 2006   | Catalina             | CSS                 |
| 164454 - | 2006 DM65              | 21 de febrer de 2006   | Catalina             | CSS                 |
| 164455 - | 2006 DY66              | 22 de febrer de 2006   | Anderson Mesa        | LONEOS              |
| 164456 - | 2006 DG88              | 24 de febrer de 2006   | Kitt Peak            | Spacewatch          |
| 164457 - | 2006 DN89              | 24 de febrer de 2006   | Kitt Peak            | Spacewatch          |
| 164458 - | 2006 DN91              | 24 de febrer de 2006   | Kitt Peak            | Spacewatch          |
| 164459 - | 2006 DX97              | 24 de febrer de 2006   | Kitt Peak            | Spacewatch          |
| 164460 - | 2006 DS113             | 27 de febrer de 2006   | Kitt Peak            | Spacewatch          |
| 164461 - | 2006 DR129             | 25 de febrer de 2006   | Kitt Peak            | Spacewatch          |
| 164462 - | 2006 DW148             | 25 de febrer de 2006   | Kitt Peak            | Spacewatch          |
| 164463 - | 2006 DE152             | 25 de febrer de 2006   | Kitt Peak            | Spacewatch          |
| 164464 - | 2006 DE153             | 25 de febrer de 2006   | Kitt Peak            | Spacewatch          |
| 164465 - | 2006 DX153             | 25 de febrer de 2006   | Kitt Peak            | Spacewatch          |
| 164466 - | 2006 DS156             | 27 de febrer de 2006   | Kitt Peak            | Spacewatch          |
| 164467 - | 2006 DN193             | 27 de febrer de 2006   | Kitt Peak            | Spacewatch          |
| 164468 - | 2006 DS197             | 24 de febrer de 2006   | Palomar              | NEAT                |
| 164469 - | 2006 DC199             | 28 de febrer de 2006   | Socorro              | LINEAR              |
| 164470 - | 2006 DN200             | 24 de febrer de 2006   | Palomar              | NEAT                |
| 164471 - | 2006 DP207             | 25 de febrer de 2006   | Mount Lemmon         | Mount Lemmon Survey |
| 164472 - | 2006 DE210             | 20 de febrer de 2006   | Kitt Peak            | Spacewatch          |
| 164473 - | 2006 EV1               | 3 de març de 2006      | Nyukasa              | Nyukasa             |
| 164474 - | 2006 EB16              | 2 de març de 2006      | Kitt Peak            | Spacewatch          |
| 164475 - | 2006 EV19              | 2 de març de 2006      | Kitt Peak            | Spacewatch          |
| 164476 - | 2006 EM25              | 3 de març de 2006      | Kitt Peak            | Spacewatch          |
| 164477 - | 2006 EF30              | 3 de març de 2006      | Socorro              | LINEAR              |
| 164478 - | 2006 FO8               | 23 de març de 2006     | Mount Lemmon         | Mount Lemmon Survey |
| 164479 - | 2006 FT15              | 23 de març de 2006     | Kitt Peak            | Spacewatch          |
| 164480 - | 2006 FZ21              | 24 de març de 2006     | Mount Lemmon         | Mount Lemmon Survey |
| 164481 - | 2006 FN23              | 24 de març de 2006     | Kitt Peak            | Spacewatch          |
| 164482 - | 2006 FG24              | 24 de març de 2006     | Kitt Peak            | Spacewatch          |
| 164483 - | 2006 FV26              | 24 de març de 2006     | Socorro              | LINEAR              |
| 164484 - | 2006 FO31              | 25 de març de 2006     | Kitt Peak            | Spacewatch          |
| 164485 - | 2006 FV32              | 25 de març de 2006     | Kitt Peak            | Spacewatch          |
| 164486 - | 2006 FR34              | 25 de març de 2006     | Palomar              | NEAT                |
| 164487 - | 2006 FB35              | 23 de març de 2006     | Catalina             | CSS                 |
| 164488 - | 2006 FP40              | 26 de març de 2006     | Kitt Peak            | Spacewatch          |
| 164489 - | 2006 FR41              | 26 de març de 2006     | Mount Lemmon         | Mount Lemmon Survey |
| 164490 - | 2006 FD45              | 24 de març de 2006     | Mount Lemmon         | Mount Lemmon Survey |
| 164491 - | 2006 FB46              | 25 de març de 2006     | Palomar              | NEAT                |
| 164492 - | 2006 FS49              | 25 de març de 2006     | Catalina             | CSS                 |
| 164493 - | 2006 FF50              | 23 de març de 2006     | Catalina             | CSS                 |
| 164494 - | 2006 FY52              | 26 de març de 2006     | Mount Lemmon         | Mount Lemmon Survey |
| 164495 - | 2006 FG53              | 25 de març de 2006     | Kitt Peak            | Spacewatch          |
| 164496 - | 2006 GD14              | 2 d'abril de 2006      | Kitt Peak            | Spacewatch          |
| 164497 - | 2006 GR27              | 2 d'abril de 2006      | Kitt Peak            | Spacewatch          |
| 164498 - | 2006 GP29              | 2 d'abril de 2006      | Kitt Peak            | Spacewatch          |
| 164499 - | 2006 GO34              | 7 d'abril de 2006      | Catalina             | CSS                 |
| 164500 - | 2006 GZ34              | 7 d'abril de 2006      | Kitt Peak            | Spacewatch          |